# Хенг Самрін
Хенг Самрін (кхмер. ហេង សំរិន) — камбоджійський політичний і державний діяч.

## Життєпис
Народився 25 травня 1934 року в районі Фунеакрек провінції Прейвенг в сім'ї селянина. З 1953 р. в комуністичному русі Камбоджі. В 1953—1956 рр. проходив навчання в комуністичному Північному В'єтнамі. З 1959 р. в русі червоних кхмерів, був керівником їхнього партизанського загону. Після встановлення влади червоних кхмерів у Камбоджі в 1975 р. отримав звання генерала. В 1976 р. займав посади політичного комісара і командира 4-ї дивізії, заступника начальника штабу. В червні 1978 р. після невдалого повстання його військової частини проти режиму Пол Пота втік до В'єтнаму. 3 грудня 1978 р. став головою ЦК Єдиного фронту національного порятунку Кампучії, створеного у В'єтнамі з противників червоних кхмерів. В грудні 1978 р. в'єтнамські війська вторглись в Камбоджу і 7 січня 1979 р. вступили в її столицю — Пномпень. Геноцидний режим Пол Пота був усунутий від влади, але комуністичний режим в більш м'якій формі залишився, перебуваючи під контролем В'єтнаму.
Хенг Самрін був фактичним керівником Камбоджі у 1979—1991 роках.
Вона в 1979—1989 рр. звалася Народна Республіка Кампучія, а в 1989—1993 роках — Держава Камбоджа. Хенг Самрін був 1979—1981 рр. головою Національної революційної ради (НРК), в 1981—1992 — головою Державної ради НРК, тобто фактично обіймав посаду президента Камбоджі. Також він був у 1981—1991 рр. генеральним секретарем НРПК, тобто місцевої комуністичної партії. У 1991 році влада в державі перейшла від нього до його соратника Хун Сена. З 21 березня 2006 р. він зайняв посаду голови Національної асамблеї Камбоджі, тобто парламенту країни.